# Габрієль Ламе
Ґабрієль Ламе́ (фр. Gabriel Lamé, *22 липня 1795, Тур — †1 травня 1870, Париж) — французький інженер, математик і механік. Вніс вагомий вклад в розвиток математичної фізики та теорії пружності.

## Біографія
Після закінчення навчання у Політехнічній школі (1817) та Гірничій школі Парижа (1820) Ламе було запрошено, разом з Б. П. Е. Клапейроном, у Росію і в період 1820–1832 років працював в Інституті корпусу інженерів шляхів сполучення, де очолював кафедру механіки, математики, фізики. Протягом шести місяців перебував у відрядженні Англії для дослідження стану залізничних шляхів. У цей період познайомився із знаменитим залізничним інженером Джоржем Стівенсоном.
У 1832 повернувся у Францію. В 1832–1844 — професор фізики Політехнічної школи. Брав активну участь у будівництві залізниць з Парижа у Версаль і у Сен-Жермен-ан-Ле. в 1848–1863 — професор Сорбонни, де очолював кафедру теорії ймовірностей на факультеті наук. Втрата слуху змусила його піти у відставку у 1863. Ламе був членом Паризької академії наук (1843) і багатьох наукових товариств, читав низку курсів: з математичної теорії пружності, з теплотехніки, з теорії еліптичних функцій і т. д.

## Наукові здобутки
В рамках досліджень, присвячених теорії пружності разом з Б. П. Е. Клапейроном вивчав (1826) стійкість арок, встановив положення перерізу руйнування для кругової арки сталого поперечного перерізу. Написав у співавторстві мемуар про внутрішню рівновагу твердих тіл з однорідних матеріалів (1833). Автор «Лекцій з математичної теорії пружності твердих тіл» (1852) — першого трактату з теорії пружності.
Отримав визнання завдяки своїй загальній теорії криволінійних координат та їх позначень і дослідження класів еліпсоподібних кривих, тепер відомих як «криві Ламе», що задаються рівнянням
{\displaystyle \left|\,{x \over a}\,\right|^{n}+\left|\,{y \over b}\,\right|^{n}=1}
де n довільне дійсне число.
Увів поняття еліпсоїда напружень Ламе, вивчивши значення потенціалу на його поверхні. Дослідив (1854) теорію пружної рівноваги сферичних оболонок. Опублікував (1859) роботу про криволінійні координати та їх застосування в механіці і теорії пружності, увів функції Ламе. Розробив (1859) ідеї, що лягли в основу тензорного аналізу. Довів (1840) відсутність розв'язку у цілих числах рівняння {\displaystyle x^{7}+y^{7}=z^{7}}. Написав «Курс раціональної математичної фізики» (1865).
На його честь названі параметри Ламе в теорії пружності.
Ламе помер у Парижі в 1870 році. Його ім'я входить у список 72 імен на Ейфелевій вежі.

## Книги, написані Ламе
- Leçons sur les coordonnées curvilignes et leurs diverses applications (Mallet-Bachelier, 1859)
- Leçons sur les fonctions inverses des transcendantes et les surfaces isothermes  (Mallet-Bachelier, 1857)
- Leçons sur la théorie analytique de la chaleur (Mallet-Bachelier, 1861)
- Examen des différentes méthodes employées pour résoudre les problèmes de géométrie  (Vve Courcier, 1818)
- Cours de physique de l'Ecole Polytechnique. Tome premier, Propriétés générales des corps—Théorie physique de la chaleur (Bachelier, 1840)
- Cours de physique de l'Ecole Polytechnique. Tome deuxième, Acoustique—Théorie physique de la lumière (Bachelier, 1840)
- Cours de physique de l'Ecole Polytechnique. Tome troisième, Electricité-Magnétisme-Courants électriques-Radiations (Bachelier, 1840)
- Leçons sur la théorie mathématique de l'élasticité des corps solides [Архівовано 12 листопада 2012 у Wayback Machine.] (Bachelier, 1852)